# 2025年世界水泳選手権モーリシャス選手団
2025年世界水泳選手権モーリシャス選手団は、2025年7月11日から8月3日までシンガポールで開催された第22回世界水泳選手権のモーリシャス選手団、およびその競技結果。

## 選手団
- 人員: 選手 3人

## 選手名簿・結果
| 選手                   | 種目               | 予選      | 予選 | 準決勝   | 準決勝   | 決勝     | 決勝     |
| 選手                   | 種目               | 結果      | 順位 | 結果     | 順位     | 結果     | 順位     |
| ---------------------- | ------------------ | --------- | ---- | -------- | -------- | -------- | -------- |
| ヴィクター・アー・ヤン | 男子100mバタフライ | 55秒76    | 56位 | 予選敗退 | 予選敗退 | 予選敗退 | 予選敗退 |
| ヴィクター・アー・ヤン | 男子200mバタフライ | 2分07秒95 | 33位 | 予選敗退 | 予選敗退 | 予選敗退 | 予選敗退 |
| アリシア・コク・シュン | 女子50m自由形      | 27秒35    | 55位 | 予選敗退 | 予選敗退 | 予選敗退 | 予選敗退 |
| アリシア・コク・シュン | 女子50m平泳ぎ      | 34秒40    | 44位 | 予選敗退 | 予選敗退 | 予選敗退 | 予選敗退 |
| アニシタ・ティーラック | 女子100m背泳ぎ     | 1分05秒20 | 43位 | 予選敗退 | 予選敗退 | 予選敗退 | 予選敗退 |
| アニシタ・ティーラック | 女子200m背泳ぎ     | 2分18秒88 | 34位 | 予選敗退 | 予選敗退 | 予選敗退 | 予選敗退 |